# Lumbrineris longifolia
Lumbrineris longifolia är en ringmaskart som beskrevs av Imajima och Masanobu Higuchi 1975. Lumbrineris longifolia ingår i släktet Lumbrineris och familjen Lumbrineridae. Inga underarter finns listade i Catalogue of Life.